# Jean Patrick
Jean Patrick (sinh ngày 25 tháng 6 năm 1992) là một cầu thủ bóng đá người Brasil.

## Sự nghiệp câu lạc bộ
Jean Patrick đã từng chơi cho Albirex Niigata.